# Bright Star Catalogue

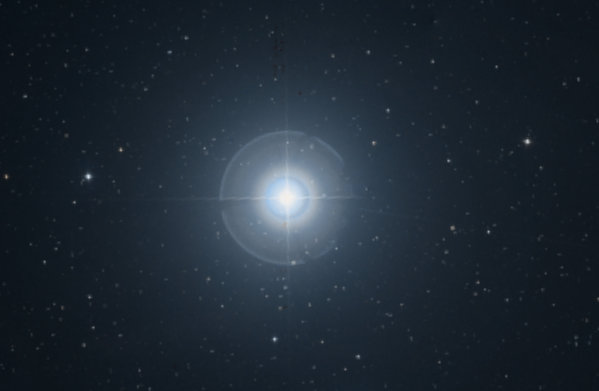
Polstjärnan (α Ursae Minoris) har beteckningen HR 424 i Bright Star Catalogue.

Bright Star Catalogue är en stjärnkatalog publicerad av Yale University Observatory och därför även känd som Yale Bright Star Catalogue. Den listar och presenterar data för stjärnor med ljusstyrka av så kallad skenbar magnitud starkare än 6,5. Det motsvarar ungefär de stjärnor man kan se från Jorden med blotta ögat.
De 9 096 listade stjärnorna presenterades först i katalogens föregångare, Revised Harvard Photometry från 1908, sammanställd av Edward Charles Pickering, vilket är anledningen till att stjärnornas katalogbeteckningar inleds med HR (Harvard Revised). Det listas ytterligare 14 objekt från 1908 års katalog som dock visat sig vara novor eller extragalaktiska objekt, men de finns kvar för att hålla den ursprungliga katalognumreringen intakt.
Första upplagan av Bright Star Catalogue kom 1930. Den femte upplagan, från 1991, har endast publicerats elektroniskt.
År 1983 publicerades ett supplement omfattande ytterligare 2 603 stjärnor ner till en magnitud på 7,1.